# NGC 6578
NGC 6578 هي مجرة تتبع كوكبة الرامي. اكتشفها إدوارد تشارلز بيكرنج في 18 أغسطس 1882.

## روابط خارجية
- NGC 6578 على موقع ويكي سكاي: DSS2, SDSS, GALEX, IRAS, Hydrogen α, X-Ray, Astrophoto, Sky Map, Articles and images